# Bulbophyllum minax
Bulbophyllum minax là một loài phong lan thuộc chi Bulbophyllum.